# Maticová exponenciála
Maticová exponenciála je v matematice maticová funkce na čtvercových maticích, která je obdobou obyčejné exponenciální funkce. Používá se pro řešení soustav lineárních diferenciálních rovnic. V teorii Lieových grup je maticová exponenciála exponenciální zobrazení mezi maticemi Lieovy algebry a odpovídající Lieovou grupou.
Nechť X je reálná nebo komplexní matice n×n. Exponenciální funkce matice X, značená eX nebo exp(X), je matice n×n daná mocninnou řadou
{\displaystyle e^{X}=\sum _{k=0}^{\infty }{\frac {1}{k!}}X^{k}}
přičemž {\displaystyle X^{0}} se definuje jako jednotková matice {\displaystyle I} stejné velikosti jako matice {\displaystyle X}.
Výše uvedená řada vždy konverguje, exponenciální funkce matice X je tedy korektně definovaná. Pokud X je matice 1×1, její maticová exponenciála je opět matice 1×1, jejíž jediný prvek má hodnotu normální exponenciální funkce jediného prvku původní matice X.

## Vlastnosti

### Elementární vlastnosti
Nechť X a Y je komplexní matice n×n a nechť a a b jsou libovolná komplexní čísla. Jednotkovou matici n×n budeme značit I a nulovou matici 0. Maticová exponenciála splňuje následující vlastnosti.
Následující vlastnosti jsou bezprostředním důsledkem definice maticové exponenciály jako mocninné řady:
- e0 = I
- exp(XT) = (exp X)T, kde XT označuje transpozici matice X.
- exp(X∗) = (exp X)∗, kde X∗ označuje hermitovskou transpozici matice X.
- Pokud Y je invertovatelná, pak eYXY−1 = YeXY−1.

Dalším klíčovým výsledkem je:
- Pokud {\displaystyle XY=YX,} pak {\displaystyle e^{X}e^{Y}=e^{X+Y}}.

Důkaz této identity je stejný jako důkaz pro standardní mocninnou řadu pro příslušnou identitu pro exponenciální funkci reálných čísel. Tj. podmínka pokud {\displaystyle X} a {\displaystyle Y} komutují, se neliší, ať jsou {\displaystyle X} a {\displaystyle Y} čísla nebo matice. Je důležité si všimnout, že tato identita obvykle není splněna, pokud {\displaystyle X} a {\displaystyle Y} nekomutují (viz Goldenova-Thompsonova nerovnost níže).
Důsledky předchozích identit jsou následující:
- eaXebX = e(a + b)X
- eXe−X = I

Použitím výše uvedených výsledků můžeme snadno ověřit následující tvrzení: Pokud X je symetrická, pak eX je také symetrická, a pokud X je antisymetrická, pak eX je ortogonální. Pokud X je hermitovská, pak eX je také hermitovská, a pokud X je antihermitovská, pak eX je unitární.
Laplaceova transformace maticové exponenciály je resolventou,
{\displaystyle \int _{0}^{\infty }e^{-ts}e^{tX}\,dt=(sI-X)^{-1}}
pro všechny dostatečně velké kladné hodnoty s.

### Soustavy lineárních diferenciálních rovnic
Jedním z hlavních důvodů pro zavedení maticové exponenciály je její použitelnost pro řešení soustav lineárních obyčejných diferenciálních rovnic. Řešení
{\displaystyle {\frac {d}{dt}}y(t)=Ay(t),\quad y(0)=y_{0},}
kde A je konstantní matice, popisuje vztah
{\displaystyle y(t)=e^{At}y_{0}.}
Maticová exponenciála může být také použita pro řešení nehomogenní rovnice
{\displaystyle {\frac {d}{dt}}y(t)=Ay(t)+z(t),\quad y(0)=y_{0}.}
příklady jsou níže v části Aplikace.
Pro soustavy diferenciálních rovnic tvaru
{\displaystyle {\frac {d}{dt}}y(t)=A(t)\,y(t),\quad y(0)=y_{0},}
kde matice A není konstantní, nelze řešení zapsat v uzavřeném tvaru, ale Magnusova řada dává řešení ve tvaru nekonečného součtu.

### Determinant maticové exponenciály
Podle Jacobiho vzorce pro libovolnou komplexní čtvercovou matici platí následující identita:
{\displaystyle \det \left(e^{A}\right)=e^{\operatorname {tr} (A)}}
Tento vzorec poskytuje výpočetní nástroj a zároveň ukazuje, že maticová exponenciála je vždy regulární maticí. Plyne to z faktu, že pravá strana výše uvedené identity je vždy nenulová, a proto det(eA) ≠ 0, z čehož plyne, že eA musí být invertovatelná.
Pro matice reálných čísel ze vzorce také plyne, že zobrazení
{\displaystyle \exp \colon M_{n}(\mathbb {R} )\to \mathrm {GL} (n,\mathbb {R} )}
není surjektivní („na“), na rozdíl od výše uvedeného komplexního případu. To plyne z faktu, že pro reálné matice je pravá strana vzorce vždy kladná, přitom ale existují invertovatelné matice se záporným determinantem.

### Reálné symetrické matice
Maticová exponenciála reálné symetrické matice je pozitivně definitní. Nechť {\displaystyle S} je reálná symetrická matice n×n a {\displaystyle x\in \mathbb {R} ^{n}} sloupcový vektor. Použitím elementární vlastnosti maticové exponenciály a symetrické matice, dostáváme:
{\displaystyle x^{T}e^{S}x=x^{T}e^{S/2}e^{S/2}x=x^{T}(e^{S/2})^{T}e^{S/2}x=(e^{S/2}x)^{T}e^{S/2}x=\lVert e^{S/2}x\rVert ^{2}\geq 0.}
Protože {\displaystyle e^{S/2}} je invertovatelná, rovnost platí pouze pro {\displaystyle x=0}, a máme {\displaystyle x^{T}e^{S}x>0} pro všechna nenulová {\displaystyle x}. Tedy {\displaystyle e^{S}} je pozitivně definitní.

## Exponenciální funkce součtu matic
Víme, že pro libovolná reálná čísla (skaláry) x a y vyhovuje exponenciální funkce vztahu ex+y = ex ey. Totéž je splněno pro komutující matice. Pokud matice X a Y komutují (což znamená, že XY = YX), pak
{\displaystyle e^{X+Y}=e^{X}e^{Y}.}
Pro matice, které nekomutují, však výše uvedená rovnost nemusí vždy platit.

### Lieův součinový vzorec
I když X a Y nekomutují, exponenciální funkci eX + Y lze vypočítat podle Lieova součinového vzorce
{\displaystyle e^{X+Y}=\lim _{n\to \infty }\left(e^{{\frac {1}{n}}X}e^{{\frac {1}{n}}Y}\right)^{n}.}
Použití velkého konečného n pro výše uvedenou aproximaci je základem Suzukiho-Trotterova rozvoje často používaného v numerickém časovém rozvoji.

### Bakerův–Campbellův–Hausdorffův vzorec
V opačném směru, pokud X a Y jsou dostatečně malé (ale ne nutně komutující) matice, máme
{\displaystyle e^{X}e^{Y}=e^{Z},}
kde Z lze vypočítat jako řadu v komutátoru matic X a Y pomocí Bakerova–Campbellova–Hausdorffova vzorce:
{\displaystyle Z=X+Y+{\frac {1}{2}}\langle X,Y\rangle +{\frac {1}{12}}\langle X,\langle X,Y\rangle ]-{\frac {1}{12}}\langle Y,\langle X,Y\rangle ]+\cdots ,}
kde zbývající členy jsou vesměs opakované komutátory obsahující X a Y. Pokud matice X a Y komutují, pak všechny komutátory jsou nulové a máme jednoduše Z = X + Y.

## Nerovnosti pro exponenciály hermitovských matic
Pro hermitovské matice tam souvisí s větou o stopě maticových exponenciál.
Pokud A a B jsou hermitovské matice, pak
{\displaystyle \operatorname {tr} \exp(A+B)\leq \operatorname {tr} \left[\exp(A)\exp(B)\right].}
Přitom zde není žádný požadavek na komutativitu. Existují protipříklady, které ukazují, že Goldenovu–Thompsonovu nerovnost nelze rozšířit na tři matice, a v obecném případě tr(exp(A)exp(B)exp(C)) není zaručeno, že bude reálná pro hermitovské A, B, C. Elliott H. Lieb však dokázal, že ji lze zobecnit pro tři matice, pokud změníme výraz takto
{\displaystyle \operatorname {tr} \exp(A+B+C)\leq \int _{0}^{\infty }\mathrm {d} t\,\operatorname {tr} \left[e^{A}\left(e^{-B}+t\right)^{-1}e^{C}\left(e^{-B}+t\right)^{-1}\right].}

## Exponenciální zobrazení
Exponenciála matice je vždy regulární matice. Inverzní matice eX je e−X. Jde o obdobu faktu, že exponenciální funkce komplexního čísla je vždy nenulová. Maticová exponenciála nám pak dává zobrazení
{\displaystyle \exp \colon M_{n}(\mathbb {C} )\to \mathrm {GL} (n,\mathbb {C} )}
z prostoru všech matic n×n do obecné lineární grupy stupně n, tj. grupy všech invertovatelných matic n×n. Toto zobrazení je surjektivní, což znamená, že každou invertibilní matici lze zapsat jako exponenciální funkci nějaké jiné matice (k tomu je nutné uvažovat těleso C komplexních čísel, nikoli R).
Pro libovolné dvě matice X a Y,
{\displaystyle \left\|e^{X+Y}-e^{X}\right\|\leq \|Y\|e^{\|X\|}e^{\|Y\|},}
kde ‖ · ‖ označuje libovolnou normu matice. Odtud plyne, že exponenciální zobrazení je spojité a Lipschitzovsky spojité na kompaktní podmnožině Mn(C).
zobrazení
{\displaystyle t\mapsto e^{tX},\qquad t\in \mathbb {R} }
definuje hladkou křivku v obecné lineární grupě, která prochází prvkem identity v t = 0.
Výsledkem je jednoparametrická podgrupa obecné lineární grupy, protože
{\displaystyle e^{tX}e^{sX}=e^{(t+s)X}.}
Derivaci této křivky (nebo tečného vektoru) v bodě t popisuje vztah
| {\displaystyle {\frac {d}{dt}}e^{tX}=Xe^{tX}=e^{tX}X.} | \| \| \| \| \| \| \| \| | (vzorec 1) |
|                                                        |                         |            |
|                                                        |                         |            |

Derivací pro t = 0 je právě matice X, díky čemuž X generuje tuto jednoparametrickou podgrupu.
Obecněji, pro obecný exponent, který závisí na t (píšeme X(t))
{\displaystyle {\frac {d}{dt}}e^{X(t)}=\int _{0}^{1}e^{\alpha X(t)}{\frac {dX(t)}{dt}}e^{(1-\alpha )X(t)}\,d\alpha }
Pokud výše uvedený výraz eX(t) vytkneme mimo integrál a integrand rozvineme pomocí Hadamardova lemmatu, můžeme získat následující užitečný výraz pro derivaci maticového exponentu:
{\displaystyle \left({\frac {d}{dt}}e^{X(t)}\right)e^{-X(t)}={\frac {d}{dt}}X(t)+{\frac {1}{2!}}\left\langle X(t),{\frac {d}{dt}}X(t)\right\rangle +{\frac {1}{3!}}\left\langle X(t),\left\langle X(t),{\frac {d}{dt}}X(t)\right\rangle \right]+\cdots }
Koeficienty ve výše uvedeném výrazu se liší od koeficientů, které se objevují v exponenciální funkci. Pro výsledek v uzavřeném tvaru, viz derivace exponenciálního zobrazení.

### Direkční derivace hermitovských matic
Nechť {\displaystyle X} je hermitovská matice n×n s navzájem různými vlastními hodnotami. Nechť {\displaystyle X=E{\textrm {diag}}(\Lambda )E^{*}} je její rozklad podle vlastních čísel, kde {\displaystyle E} je unitární matice, jejíž sloupce jsou vlastní vektory matice {\displaystyle X}, {\displaystyle E^{*}} je transpozice její konjugované funkce, a {\displaystyle \Lambda =\left(\lambda _{1},\ldots ,\lambda _{n}\right)} vektor odpovídajících vlastních hodnot. Pak pro libovolnou hermitovskou matici {\displaystyle V} n×n, direkční derivace {\displaystyle \exp :X\to e^{X}} v {\displaystyle X} ve směru {\displaystyle V} je

{\displaystyle D\exp(X)[V]\triangleq \lim _{\varepsilon \to 0}{\frac {1}{\varepsilon }}\left(\displaystyle e^{X+\varepsilon V}-e^{X}\right)=E(G\odot {\bar {V}})E^{*}}
kde {\displaystyle {\bar {V}}=E^{*}VE}, operátor {\displaystyle \odot } označuje Hadamardův součin, a pro všechna {\displaystyle 1\leq i,j\leq n}, matice {\displaystyle G} je definovaný jako
{\displaystyle G_{i,j}=\left\{{\begin{aligned}&{\frac {e^{\lambda _{i}}-e^{\lambda _{j}}}{\lambda _{i}-\lambda _{j}}}&{\text{ pokud }}i\neq j,\\&e^{\lambda _{i}}&{\text{ jinak}}.\\\end{aligned}}\right.}
Navíc, pro libovolnou hermitovskou matici {\displaystyle U} n×n, druhá direkční derivace ve směru {\displaystyle U} a {\displaystyle V} je
{\displaystyle D^{2}\exp(X)\langle U,V\rangle \triangleq \lim _{\varepsilon _{u}\to 0}\lim _{\varepsilon _{v}\to 0}{\frac {1}{4\varepsilon _{u}\varepsilon _{v}}}\left(\displaystyle e^{X+\varepsilon _{u}U+\varepsilon _{v}V}-e^{X-\varepsilon _{u}U+\varepsilon _{v}V}-e^{X+\varepsilon _{u}U-\varepsilon _{v}V}+e^{X-\varepsilon _{u}U-\varepsilon _{v}V}\right)=EF(U,V)E^{*}}
kde maticová funkce {\displaystyle F} je definovaná pro všechna {\displaystyle 1\leq i,j\leq n}, protože
{\displaystyle F(U,V)_{i,j}=\sum _{k=1}^{n}\phi _{i,j,k}({\bar {U}}_{ik}{\bar {V}}_{jk}^{*}+{\bar {V}}_{ik}{\bar {U}}_{jk}^{*})}
přičemž
{\displaystyle \phi _{i,j,k}=\left\{{\begin{aligned}&{\frac {G_{ik}-G_{jk}}{\lambda _{i}-\lambda _{j}}}&{\text{ pokud }}i\neq j,\\&{\frac {G_{ii}-G_{ik}}{\lambda _{i}-\lambda _{k}}}&{\text{ pokud }}i=j{\text{ a }}k\neq i,\\&{\frac {G_{ii}}{2}}&{\text{ pokud }}i=j=k.\\\end{aligned}}\right.}

## Výpočet maticové exponenciály
Nalezení spolehlivé a přesné metody výpočtu maticová exponenciály je obtížné a dosud je předmětem intenzivního výzkumu jak v matematice tak v numerické matematice. Programy Matlab, GNU Octave a SciPy vesměs používá Padéův approximant. V této části diskutujeme metody, které jsou v principu použitelné na libovolné matice, a které lze pro malé matice provádět explicitně. Následující části popisují metody vhodné pro numerické vyhodnocování pro velké matice.

### Diagonalizovatelný případ
Pokud matice je diagonální:
{\displaystyle A={\begin{pmatrix}a_{1}&0&\cdots &0\\0&a_{2}&\cdots &0\\\vdots &\vdots &\ddots &\vdots \\0&0&\cdots &a_{n}\end{pmatrix}},}
pak její exponenciální funkci lze získat aplikací exponenciály na každý prvek na hlavní diagonále:
{\displaystyle e^{A}={\begin{pmatrix}e^{a_{1}}&0&\cdots &0\\0&e^{a_{2}}&\cdots &0\\\vdots &\vdots &\ddots &\vdots \\0&0&\cdots &e^{a_{n}}\end{pmatrix}}.}
Tento výsledek nám také umožňuje aplikovat exponenciálu na diagonalizovatelné matice. Pokud
A = UDU−1
a D je diagonální, pak
eA = UeDU−1.
Aplikace Sylvesterova vzorce dává stejný výsledek. (To lze snadno ověřit, pokud si všimneme, že sčítání a násobení, tedy i exponenciála, diagonální matice je ekvivalentní se sčítáním a násobením po prvcích, a tedy exponenciála; konkrétně, „jednorozměrná“ exponenciála je cítili po prvcích pro diagonální případ.)

### Příklad: Diagonalizovatelná
Například matice
{\displaystyle A={\begin{pmatrix}1&4\\1&1\\\end{pmatrix}}}
lze diagonalizovat jako
{\displaystyle {\begin{pmatrix}-2&2\\1&1\\\end{pmatrix}}{\begin{pmatrix}-1&0\\0&3\\\end{pmatrix}}{\begin{pmatrix}-2&2\\1&1\\\end{pmatrix}}^{-1}.}
Tedy,
{\displaystyle e^{A}={\begin{pmatrix}-2&2\\1&1\\\end{pmatrix}}e^{\begin{pmatrix}-1&0\\0&3\\\end{pmatrix}}{\begin{pmatrix}-2&2\\1&1\\\end{pmatrix}}^{-1}={\begin{pmatrix}-2&2\\1&1\\\end{pmatrix}}{\begin{pmatrix}{\frac {1}{e}}&0\\0&e^{3}\\\end{pmatrix}}{\begin{pmatrix}-2&2\\1&1\\\end{pmatrix}}^{-1}={\begin{pmatrix}{\frac {e^{4}+1}{2e}}&{\frac {e^{4}-1}{e}}\\{\frac {e^{4}-1}{4e}}&{\frac {e^{4}+1}{2e}}\\\end{pmatrix}}.}

### Nilpotentní případ
Matice N je nilpotentní, pokud Nq = 0 pro nějaké celé číslo q. V tomto případě lze maticovou exponenciálu eN vypočítat přímo z rozvoje řady, protože řada skončí po konečném počtu členů:
{\displaystyle e^{N}=I+N+{\frac {1}{2}}N^{2}+{\frac {1}{6}}N^{3}+\cdots +{\frac {1}{(q-1)!}}N^{q-1}~.}
Protože řada má konečný počet členů, jde o maticový polynom, který lze vypočítat efektivně.

### Obecný případ

#### Použití Jordanova–Chevalleyho rozkladu
Podle Jordanova–Chevalleyho rozkladu lze libovolnou matici X n×n s komplexními prvky vyjádřit jako
{\displaystyle X=A+N}
kde
- A je diagonalizovatelná
- N je nilpotentní
- A komutuje s N

To znamená, že exponenciální funkci X můžeme vypočítat omezením na předchozí dva případy:
{\displaystyle e^{X}=e^{A+N}=e^{A}e^{N}.}
Všimněte si, že provedení posledního kroku vyžaduje komutativitu A a N.

#### Použití Jordanovy normální formy
Pokud těleso je algebraicky uzavřené, lze použít blízce příbuznou metodu, v níž pracujeme s Jordanovou normální formou matice X. Za předpokladu, že X = PJP−1 kde J je Jordanova normální forma matice X. Pak
{\displaystyle e^{X}=Pe^{J}P^{-1}.}
A také, protože
{\displaystyle {\begin{aligned}J&=J_{a_{1}}(\lambda _{1})\oplus J_{a_{2}}(\lambda _{2})\oplus \cdots \oplus J_{a_{n}}(\lambda _{n}),\\e^{J}&=\exp {\big (}J_{a_{1}}(\lambda _{1})\oplus J_{a_{2}}(\lambda _{2})\oplus \cdots \oplus J_{a_{n}}(\lambda _{n}){\big )}\\&=\exp {\big (}J_{a_{1}}(\lambda _{1}){\big )}\oplus \exp {\big (}J_{a_{2}}(\lambda _{2}){\big )}\oplus \cdots \oplus \exp {\big (}J_{a_{n}}(\lambda _{n}){\big )}.\end{aligned}}}
Proto stačí vědět, jak vypočítat maticovou exponenciálu Jordanova bloku. Každý Jordanův blok však má tvar
{\displaystyle {\begin{aligned}&&J_{a}(\lambda )&=\lambda I+N\\&\Rightarrow &e^{J_{a}(\lambda )}&=e^{\lambda I+N}=e^{\lambda }e^{N}.\end{aligned}}}
kde N je speciální nilpotentní matice. Maticová exponenciála matice J pak je
{\displaystyle e^{J}=e^{\lambda _{1}}e^{N_{a_{1}}}\oplus e^{\lambda _{2}}e^{N_{a_{2}}}\oplus \cdots \oplus e^{\lambda _{n}}e^{N_{a_{n}}}}

### Projekční případ
Pokud P je projekční matice (tj. je idempotentní: P2 = P), její maticová exponenciála je:
eP = I + (e − 1)P.
Tento vztah lze rozvojem exponenciální funkce; každá mocnina projekční matice P se rovná P, kterou tak lze vytknout ze sumy:
{\displaystyle e^{P}=\sum _{k=0}^{\infty }{\frac {P^{k}}{k!}}=I+\left(\sum _{k=1}^{\infty }{\frac {1}{k!}}\right)P=I+(e-1)P~.}

### Rotační případ
Pro jednoduché rotace, u nichž kolmé jednotkové vektory a a b určují rovinu, lze rotační matici R vyjádřit pomocí podobné exponenciální funkce s generátorem G a úhlem θ.
{\displaystyle {\begin{aligned}G&=\mathbf {ba} ^{\mathsf {T}}-\mathbf {ab} ^{\mathsf {T}}&P&=-G^{2}=\mathbf {aa} ^{\mathsf {T}}+\mathbf {bb} ^{\mathsf {T}}\\P^{2}&=P&PG&=G=GP~,\end{aligned}}}
{\displaystyle {\begin{aligned}R\left(\theta \right)=e^{G\theta }&=I+G\sin(\theta )+G^{2}(1-\cos(\theta ))\\&=I-P+P\cos(\theta )+G\sin(\theta )~.\\\end{aligned}}}
Vzorec pro exponenciální funkce plyne z omezení mocniny generátoru G v rozvoji řady a identifikaci příslušnou řada koeficienty G2 a G s −cos(θ) a sin(θ) po řadě. Druhý výraz zde pro eGθ je totéž jako výraz pro R(θ) v členu obsahujícím derivace generátoru, R(θ) = eGθ.
Ve dvourozměrném případě, pokud {\displaystyle a=\left[{\begin{smallmatrix}1\\0\end{smallmatrix}}\right]} a {\displaystyle b=\left[{\begin{smallmatrix}0\\1\end{smallmatrix}}\right]}, pak {\displaystyle G=\left[{\begin{smallmatrix}0&-1\\1&0\end{smallmatrix}}\right]}, {\displaystyle G^{2}=\left[{\begin{smallmatrix}-1&0\\0&-1\end{smallmatrix}}\right]}, a
{\displaystyle R(\theta )={\begin{pmatrix}\cos(\theta )&-\sin(\theta )\\\sin(\theta )&\cos(\theta )\end{pmatrix}}=I\cos(\theta )+G\sin(\theta )}
omezuje do standardní matice pro rovina rotace.
Matice P = −G2 promítá vektor na rovinu ab a rotace působí pouze na tuto složku vektoru. Je to možné ilustrovat rotací o 30° = π/6 v rovině určené a a b,
{\displaystyle {\begin{aligned}\mathbf {a} &={\begin{pmatrix}1\\0\\0\\\end{pmatrix}}&\mathbf {b} &={\frac {1}{\sqrt {5}}}{\begin{pmatrix}0\\1\\2\\\end{pmatrix}}\end{aligned}}}
{\displaystyle {\begin{aligned}G={\frac {1}{\sqrt {5}}}&{\begin{pmatrix}0&-1&-2\\1&0&0\\2&0&0\\\end{pmatrix}}&P=-G^{2}&={\frac {1}{5}}{\begin{pmatrix}5&0&0\\0&1&2\\0&2&4\\\end{pmatrix}}\\P{\begin{pmatrix}1\\2\\3\\\end{pmatrix}}={\frac {1}{5}}&{\begin{pmatrix}5\\8\\16\\\end{pmatrix}}=\mathbf {a} +{\frac {8}{\sqrt {5}}}\mathbf {b} &R\left({\frac {\pi }{6}}\right)&={\frac {1}{10}}{\begin{pmatrix}5{\sqrt {3}}&-{\sqrt {5}}&-2{\sqrt {5}}\\{\sqrt {5}}&8+{\sqrt {3}}&-4+2{\sqrt {3}}\\2{\sqrt {5}}&-4+2{\sqrt {3}}&2+4{\sqrt {3}}\\\end{pmatrix}}\\\end{aligned}}}
Nechť N = I - P, pak N2 = N a její součiny s P a G jsou nula. Toto nám umožňuje vyhodnotit mocniny R.
{\displaystyle {\begin{aligned}R\left({\frac {\pi }{6}}\right)&=N+P{\frac {\sqrt {3}}{2}}+G{\frac {1}{2}}\\R\left({\frac {\pi }{6}}\right)^{2}&=N+P{\frac {1}{2}}+G{\frac {\sqrt {3}}{2}}\\R\left({\frac {\pi }{6}}\right)^{3}&=N+G\\R\left({\frac {\pi }{6}}\right)^{6}&=N-P\\R\left({\frac {\pi }{6}}\right)^{12}&=N+P=I\\\end{aligned}}}

## Vyhodnocování Laurentovou řadou
Díky Cayleyho–Hamiltonově větě lze maticovou exponenciálu vyjádřit jako polynom řádu n−1.
Pokud P a Qt jsou nenulové polynomy jedné proměnné, takové, že P(A) = 0, a pokud meromorfní funkce
{\displaystyle f(z)={\frac {e^{tz}-Q_{t}(z)}{P(z)}}}
je celá, pak
{\displaystyle e^{tA}=Q_{t}(A).}
Pro důkaz stačí znásobit první ze dvou výše uvedených rovnic P(z) a nahradit z maticí A.
Takový polynom Qt(z) lze podle Sylvesterova vzorce nalézt takto: Je-li a kořen polynomu P, pak Qa,t(z) lze řešit ze součinu P hlavní části Laurentovy řady funkce f v a: Je úměrný relevantnímu Frobeniovu kovariantu. Pak součet St s Q,t, kde a běží přes všechny kořeny polynomu P, můžeme považovat za určitý polynom Qt. Všechny ostatní polynomy Qt lze získat přičtením násobku polynomu P k St(z). Konkrétně Lagrangeův-Sylvestrův polynom, St(z), je jediným polynomem Qt, jehož stupeň je menší než stupeň polynomu P.
Příklad: Uvažujme případ libovolné matice 2×2,
{\displaystyle A:={\begin{pmatrix}a&b\\c&d\end{pmatrix}}.}
Exponenciální funkce matice etA musí mít díky Cayleyho–Hamiltonově větě tvar
{\displaystyle e^{tA}=s_{0}(t)\,I+s_{1}(t)\,A.}
(Pro libovolné komplexní číslo z a libovolnou C-algebru B opět značíme symbolem z součin z s jednotkou algebry B.)
Nechť α a β jsou kořeny charakteristického polynomu A,
{\displaystyle P(z)=z^{2}-(a+d)\ z+ad-bc=(z-\alpha )(z-\beta )~.}
Pak máme
{\displaystyle S_{t}(z)=e^{\alpha t}{\frac {z-\beta }{\alpha -\beta }}+e^{\beta t}{\frac {z-\alpha }{\beta -\alpha }}~,}
tedy
{\displaystyle {\begin{aligned}s_{0}(t)&={\frac {\alpha \,e^{\beta t}-\beta \,e^{\alpha t}}{\alpha -\beta }},&s_{1}(t)&={\frac {e^{\alpha t}-e^{\beta t}}{\alpha -\beta }}\end{aligned}}}
pro α ≠ β; zatímco pokud α = β,
{\displaystyle S_{t}(z)=e^{\alpha t}(1+t(z-\alpha ))~,}
takže
{\displaystyle {\begin{aligned}s_{0}(t)&=(1-\alpha \,t)\,e^{\alpha t},&s_{1}(t)&=t\,e^{\alpha t}~.\end{aligned}}}
Pokud definujeme
{\displaystyle {\begin{aligned}s&\equiv {\frac {\alpha +\beta }{2}}={\frac {\operatorname {tr} A}{2}}~,&q&\equiv {\frac {\alpha -\beta }{2}}=\pm {\sqrt {-\det \left(A-sI\right)}},\end{aligned}}}
dotáváme
{\displaystyle {\begin{aligned}s_{0}(t)&=e^{st}\left(\cosh(qt)-s{\frac {\sinh(qt)}{q}}\right),&s_{1}(t)&=e^{st}{\frac {\sinh(qt)}{q}},\end{aligned}}}
kde sin(qt)/q je rovno nule, pokud t = 0, a rovno t pokud q = 0.
Tedy
{\displaystyle e^{tA}=e^{st}\left(\left(\cosh(qt)-s{\frac {\sinh(qt)}{q}}\right)~I~+{\frac {\sinh(qt)}{q}}A\right)}
Matici A lze tedy, jak je ukázáno výše, rozložit na součet dvou vzájemně komutujících složek, z nichž jedna má stopu a druhá ne:
{\displaystyle A=sI+(A-sI)~,}
maticovou exponenciálu lze vyjádřit obyčejným součinem exponenciál obou složek. Tento vzorec se často používá ve fyzice, protože je analogií Eulerova vzorce pro Pauliho spinové matice, což jsou rotace doubletové reprezentace grupy SU(2).
Polynom St je možné také zadat následující „interpolační“ charakterizací. Definujme et(z) ≡ etz, a n ≡ deg P. Pak St(z) je jednoznačný stupeň < n polynomu, který splňuje St(k)(a) = et(k)(a), kdykoli k je menší než násobnost kořene a polynomu P. Zjevně můžeme předpokládat, že P je minimální polynom matice A. Dále předpokládejme, že A je diagonalizovatelná matice. Konkrétně kořeny polynomu P jsou jednoduché, a „interpolační“ charakterizace indikuje, že St je dáno Lagrangeovým interpolačním vzorcem, takže jde o Lagrangeův−Sylvesterův polynom.
Pro opačný extrém, pokud P = (z - a)n, pak
{\displaystyle S_{t}=e^{at}\ \sum _{k=0}^{n-1}\ {\frac {t^{k}}{k!}}\ (z-a)^{k}~.}
Nejjednodušší případ nepokrytý výše uvedeným pozorováním je, když {\displaystyle P=(z-a)^{2}\,(z-b)} pro a ≠ b, což dává
{\displaystyle S_{t}=e^{at}\ {\frac {z-b}{a-b}}\ \left(1+\left(t+{\frac {1}{b-a}}\right)(z-a)\right)+e^{bt}\ {\frac {(z-a)^{2}}{(b-a)^{2}}}.}

## Vyhodnocování použitím Sylvesterova vzorce
Praktický rychlý výpočet výše uvedeného se omezuje na následující velmi rychlé kroky. Připomeňme, že matice exp(tA) velikosti n×n je lineární kombinací prvních n−1 mocnin matice A podle Cayleyho–Hamiltonovy věty. Pro diagonalizovatelné matice, jak je ukázáno výše, např. v případě matice 2×2, dává Sylvesterův vzorec exp(tA) = Bα exp(tα) + Bβ exp(tβ), kde Bs jsou Frobeniovy kovarianty matice A.
Nejjednodušší však je jednoduše vyřešit tyto matice B přímo, a to vyhodnocením tohoto výrazu a jeho první derivace v bodě t = 0 s využitím A a I, čímž dojdeme ke stejnému výsledku jako výše.
Tento jednoduchý postup však podle zobecnění, které učinil Buchheim, funguje také pro defektní matice. To je zde ilustrováno pro matici 4×4 příkladem, který není diagonalizovatelný, a matice B nejsou projekční.
Uvažujme
{\displaystyle A={\begin{pmatrix}1&1&0&0\\0&1&1&0\\0&0&1&-{\frac {1}{8}}\\0&0&{\frac {1}{2}}&{\frac {1}{2}}\end{pmatrix}}~,}
s vlastními hodnotami λ1 = 3/4 a λ2 = 1, každá o násobnosti dvě.
Uvažujme exponenciálu každé vlastní hodnoty znásobenou t, exp(λit). Znásobíme každou exponenciálu vlastní hodnoty odpovídajícím neurčitým koeficientem matice Bi. Pokud mají vlastní hodnoty algebraickou násobnost větší než 1, pak proces opakujeme, ale při každém opakování budeme násobit zvláštním členem t pro zajištění lineární nezávislosti.
(Pokud by jedna vlastní hodnota měla násobnost tři, dostali bych tři členy: {\displaystyle B_{i_{1}}e^{\lambda _{i}t},~B_{i_{2}}te^{\lambda _{i}t},~B_{i_{3}}t^{2}e^{\lambda _{i}t}}. Naproti tomu, když jsou všechny vlastní hodnoty různé, matice B jsou právě Frobeniovy kovarianty, a jejich řešení, které je uvedeno níže, je právě inverzí Vandermondovy matice těchto čtyř vlastních hodnot.)
Součet všech takových členů (zde máme čtyři) je:
{\displaystyle {\begin{aligned}e^{At}&=B_{1_{1}}e^{\lambda _{1}t}+B_{1_{2}}te^{\lambda _{1}t}+B_{2_{1}}e^{\lambda _{2}t}+B_{2_{2}}te^{\lambda _{2}t},\\e^{At}&=B_{1_{1}}e^{{\frac {3}{4}}t}+B_{1_{2}}te^{{\frac {3}{4}}t}+B_{2_{1}}e^{1t}+B_{2_{2}}te^{1t}~.\end{aligned}}}
Pro řešení veškerých neznámých matic B pomocí prvních tří mocnin matice A a identity, potřebujeme čtyři rovnice; z výše uvedeného dostáváme jednu pro t = 0. Budeme ji derivovat podle t:
{\displaystyle Ae^{At}={\frac {3}{4}}B_{1_{1}}e^{{\frac {3}{4}}t}+\left({\frac {3}{4}}t+1\right)B_{1_{2}}e^{{\frac {3}{4}}t}+1B_{2_{1}}e^{1t}+\left(1t+1\right)B_{2_{2}}e^{1t}~,}
a znovu:
{\displaystyle {\begin{aligned}A^{2}e^{At}&=\left({\frac {3}{4}}\right)^{2}B_{1_{1}}e^{{\frac {3}{4}}t}+\left(\left({\frac {3}{4}}\right)^{2}t+\left({\frac {3}{4}}+1\cdot {\frac {3}{4}}\right)\right)B_{1_{2}}e^{{\frac {3}{4}}t}+B_{2_{1}}e^{1t}+\left(1^{2}t+(1+1\cdot 1)\right)B_{2_{2}}e^{1t}\\&=\left({\frac {3}{4}}\right)^{2}B_{1_{1}}e^{{\frac {3}{4}}t}+\left(\left({\frac {3}{4}}\right)^{2}t+{\frac {3}{2}}\right)B_{1_{2}}e^{{\frac {3}{4}}t}+B_{2_{1}}e^{t}+\left(t+2\right)B_{2_{2}}e^{t}~,\end{aligned}}}
a ještě jednou:
{\displaystyle {\begin{aligned}A^{3}e^{At}&=\left({\frac {3}{4}}\right)^{3}B_{1_{1}}e^{{\frac {3}{4}}t}+\left(\left({\frac {3}{4}}\right)^{3}t+\left(\left({\frac {3}{4}}\right)^{2}+\left({\frac {3}{2}}\right)\cdot {\frac {3}{4}}\right)\right)B_{1_{2}}e^{{\frac {3}{4}}t}+B_{2_{1}}e^{1t}+\left(1^{3}t+(1+2)\cdot 1\right)B_{2_{2}}e^{1t}\\&=\left({\frac {3}{4}}\right)^{3}B_{1_{1}}e^{{\frac {3}{4}}t}\!+\left(\left({\frac {3}{4}}\right)^{3}t\!+{\frac {27}{16}}\right)B_{1_{2}}e^{{\frac {3}{4}}t}\!+B_{2_{1}}e^{t}\!+\left(t+3\cdot 1\right)B_{2_{2}}e^{t}~.\end{aligned}}}
(V obecném případě potřebujeme n−1 derivací.)
Pokud v těchto čtyřech rovnicích položíme t = 0, je možné spočítat čtyři matice koeficientů B
{\displaystyle {\begin{aligned}I&=B_{1_{1}}+B_{2_{1}}\\A&={\frac {3}{4}}B_{1_{1}}+B_{1_{2}}+B_{2_{1}}+B_{2_{2}}\\A^{2}&=\left({\frac {3}{4}}\right)^{2}B_{1_{1}}+{\frac {3}{2}}B_{1_{2}}+B_{2_{1}}+2B_{2_{2}}\\A^{3}&=\left({\frac {3}{4}}\right)^{3}B_{1_{1}}+{\frac {27}{16}}B_{1_{2}}+B_{2_{1}}+3B_{2_{2}}~,\end{aligned}}}
což dává
{\displaystyle {\begin{aligned}B_{1_{1}}&=128A^{3}-366A^{2}+288A-80I\\B_{1_{2}}&=16A^{3}-44A^{2}+40A-12I\\B_{2_{1}}&=-128A^{3}+366A^{2}-288A+80I\\B_{2_{2}}&=16A^{3}-40A^{2}+33A-9I~.\end{aligned}}}
Dosazením hodnoty A dostáváme koeficienty matice
{\displaystyle {\begin{aligned}B_{1_{1}}&={\begin{pmatrix}0&0&48&-16\\0&0&-8&2\\0&0&1&0\\0&0&0&1\end{pmatrix}}\\B_{1_{2}}&={\begin{pmatrix}0&0&4&-2\\0&0&-1&{\frac {1}{2}}\\0&0&{\frac {1}{4}}&-{\frac {1}{8}}\\0&0&{\frac {1}{2}}&-{\frac {1}{4}}\end{pmatrix}}\\B_{2_{1}}&={\begin{pmatrix}1&0&-48&16\\0&1&8&-2\\0&0&0&0\\0&0&0&0\end{pmatrix}}\\B_{2_{2}}&={\begin{pmatrix}0&1&8&-2\\0&0&0&0\\0&0&0&0\\0&0&0&0\end{pmatrix}}\end{aligned}}}
takže výsledná odpověď je
{\displaystyle e^{tA}={\begin{pmatrix}e^{t}&te^{t}&\left(8t-48\right)e^{t}\!+\left(4t+48\right)e^{{\frac {3}{4}}t}&\left(16-2\,t\right)e^{t}\!+\left(-2t-16\right)e^{{\frac {3}{4}}t}\\0&e^{t}&8e^{t}\!+\left(-t-8\right)e^{{\frac {3}{4}}t}&-2e^{t}+{\frac {t+4}{2}}e^{{\frac {3}{4}}t}\\0&0&{\frac {t+4}{4}}e^{{\frac {3}{4}}t}&-{\frac {t}{8}}e^{{\frac {3}{4}}t}\\0&0&{\frac {t}{2}}e^{{\frac {3}{4}}t}&-{\frac {t-4}{4}}e^{{\frac {3}{4}}t}~.\end{pmatrix}}}
Tento postup je mnohem kratší než Putzerův algoritmus, který se v takovém případě někdy používá.

## Ilustrace
Za předpokladu, že chceme vypočítat exponenciální funkci matice
{\displaystyle B={\begin{pmatrix}21&17&6\\-5&-1&-6\\4&4&16\end{pmatrix}}.}
její Jordanova normální forma je
{\displaystyle J=P^{-1}BP={\begin{pmatrix}4&0&0\\0&16&1\\0&0&16\end{pmatrix}},}
kde matice P je
{\displaystyle P={\begin{pmatrix}-{\frac {1}{4}}&2&{\frac {5}{4}}\\{\frac {1}{4}}&-2&-{\frac {1}{4}}\\0&4&0\end{pmatrix}}.}
Nyní nejdříve spočítáme exp(J). Dostáváme
{\displaystyle J=J_{1}(4)\oplus J_{2}(16)}
Exponenciální funkce matice 1×1 je exponenciálou jejího jediného prvku, takže exp(J1(4)) = [e4]. Exponenciální funkci J2(16) lze vypočítat podle vzorce e(λI + N) = eλ eN uvedeného výše; dostáváme
{\displaystyle {\begin{aligned}&\exp \left({\begin{pmatrix}16&1\\0&16\end{pmatrix}}\right)=e^{16}\exp \left({\begin{pmatrix}0&1\\0&0\end{pmatrix}}\right)=\\[6pt]{}={}&e^{16}\left({\begin{pmatrix}1&0\\0&1\end{pmatrix}}+{\begin{pmatrix}0&1\\0&0\end{pmatrix}}+{1 \over 2!}{\begin{pmatrix}0&0\\0&0\end{pmatrix}}+\cdots {}\right)={\begin{pmatrix}e^{16}&e^{16}\\0&e^{16}\end{pmatrix}}.\end{aligned}}}
Proto, exponenciální funkce původního matice B je
{\displaystyle {\begin{aligned}\exp(B)&=P\exp(J)P^{-1}=P{\begin{pmatrix}e^{4}&0&0\\0&e^{16}&e^{16}\\0&0&e^{16}\end{pmatrix}}P^{-1}\\[6pt]&={1 \over 4}{\begin{pmatrix}13e^{16}-e^{4}&13e^{16}-5e^{4}&2e^{16}-2e^{4}\\-9e^{16}+e^{4}&-9e^{16}+5e^{4}&-2e^{16}+2e^{4}\\16e^{16}&16e^{16}&4e^{16}\end{pmatrix}}.\end{aligned}}}

## Aplikace

### Lineární diferenciální rovnice
Maticová exponenciála má aplikace pro soustavy lineárních diferenciálních rovnic. (Viz také maticová diferenciální rovnice.) Připoměňme, že výše v tomto článku je uvedeno, že homogenní diferenciální rovnice tvaru
{\displaystyle \mathbf {y} '=A\mathbf {y} }
má řešení eAt y(0).
Pokud uvažujeme vektor
{\displaystyle \mathbf {y} (t)={\begin{pmatrix}y_{1}(t)\\\vdots \\y_{n}(t)\end{pmatrix}}~,}
můžeme soustavu nehomogenních spřažených lineárních diferenciálních rovnic vyjádřit jako
{\displaystyle \mathbf {y} '(t)=A\mathbf {y} (t)+\mathbf {b} (t).}
Po provedení ansatz pro použití integračního faktoru e−At a roznásobení, dostaneme
{\displaystyle {\begin{aligned}&&e^{-At}\mathbf {y} '-e^{-At}A\mathbf {y} &=e^{-At}\mathbf {b} \\&\Rightarrow &e^{-At}\mathbf {y} '-Ae^{-At}\mathbf {y} &=e^{-At}\mathbf {b} \\&\Rightarrow &{\frac {d}{dt}}\left(e^{-At}\mathbf {y} \right)&=e^{-At}\mathbf {b} ~.\end{aligned}}}
Druhý krok je možný díky faktu, že, pokud AB = BA, pak eAtB = BeAt. Proto výpočet eAt vede k řešení soustavy, jednoduše integrováním třetího kroku podle t.
Toto řešení lze získat integrováním a znásobením {\displaystyle e^{{\textbf {A}}t}} pro odstranění exponentu na levé straně. Všimněte si, že zatímco {\displaystyle e^{{\textbf {A}}t}} je matice, pak je-li dána, že je maticová exponenciála, můžeme říct, že {\displaystyle e^{{\textbf {A}}t}e^{-{\textbf {A}}t}=I}. Jinými slovy {\displaystyle \exp {{\textbf {A}}t}=\exp {{(-{\textbf {A}}t)}^{-1}}}.

#### Příklad (homogenní)
Uvažujme systém
{\displaystyle {\begin{matrix}x'&=&2x&-y&+z\\y'&=&&3y&-1z\\z'&=&2x&+y&+3z\end{matrix}}~.}
Příslušná defektní matice je
{\displaystyle A={\begin{pmatrix}2&-1&1\\0&3&-1\\2&1&3\end{pmatrix}}~.}
Maticová exponenciála je
{\displaystyle e^{tA}={\frac {1}{2}}{\begin{pmatrix}e^{2t}\left(1+e^{2t}-2t\right)&-2te^{2t}&e^{2t}\left(-1+e^{2t}\right)\\-e^{2t}\left(-1+e^{2t}-2t\right)&2(t+1)e^{2t}&-e^{2t}\left(-1+e^{2t}\right)\\e^{2t}\left(-1+e^{2t}+2t\right)&2te^{2t}&e^{2t}\left(1+e^{2t}\right)\end{pmatrix}}~,}
takže obecné řešení homogenní soustavy je
{\displaystyle {\begin{pmatrix}x\\y\\z\end{pmatrix}}={\frac {x(0)}{2}}{\begin{pmatrix}e^{2t}\left(1+e^{2t}-2t\right)\\-e^{2t}\left(-1+e^{2t}-2t\right)\\e^{2t}\left(-1+e^{2t}+2t\right)\end{pmatrix}}+{\frac {y(0)}{2}}{\begin{pmatrix}-2te^{2t}\\2(t+1)e^{2t}\\2te^{2t}\end{pmatrix}}+{\frac {z(0)}{2}}{\begin{pmatrix}e^{2t}\left(-1+e^{2t}\right)\\-e^{2t}\left(-1+e^{2t}\right)\\e^{2t}\left(1+e^{2t}\right)\end{pmatrix}}~,}
amounting to
{\displaystyle {\begin{aligned}2x&=x(0)e^{2t}\left(1+e^{2t}-2t\right)+y(0)\left(-2te^{2t}\right)+z(0)e^{2t}\left(-1+e^{2t}\right)\\[2pt]2y&=x(0)\left(-e^{2t}\right)\left(-1+e^{2t}-2t\right)+y(0)2(t+1)e^{2t}+z(0)\left(-e^{2t}\right)\left(-1+e^{2t}\right)\\[2pt]2z&=x(0)e^{2t}\left(-1+e^{2t}+2t\right)+y(0)2te^{2t}+z(0)e^{2t}\left(1+e^{2t}\right)~.\end{aligned}}}

#### Příklad (nehomogenní)
Uvažujme nyní nehomogenní systém
{\displaystyle {\begin{matrix}x'&=&2x&-&y&+&z&+&e^{2t}\\y'&=&&&3y&-&z&\\z'&=&2x&+&y&+&3z&+&e^{2t}\end{matrix}}~.}
opět dostáváme
{\displaystyle A={\begin{pmatrix}2&-1&1\\0&3&-1\\2&1&3\end{pmatrix}}~,}
a
{\displaystyle \mathbf {b} =e^{2t}{\begin{pmatrix}1\\0\\1\end{pmatrix}}.}
Z předchozího už máme obecné řešení homogenní rovnice. Protože součet homogenního a partikulárního řešení je obecné řešení nehomogenního problému, stačí nám pouze najít partikulární řešení.
Jak je uvedeno výše, máme
{\displaystyle {\begin{aligned}\mathbf {y} _{p}&=e^{tA}\int _{0}^{t}e^{(-u)A}{\begin{pmatrix}e^{2u}\\0\\e^{2u}\end{pmatrix}}\,du+e^{tA}\mathbf {c} \\[6pt]&=e^{tA}\int _{0}^{t}{\begin{pmatrix}2e^{u}-2ue^{2u}&-2ue^{2u}&0\\-2e^{u}+2(u+1)e^{2u}&2(u+1)e^{2u}&0\\2ue^{2u}&2ue^{2u}&2e^{u}\end{pmatrix}}{\begin{pmatrix}e^{2u}\\0\\e^{2u}\end{pmatrix}}\,du+e^{tA}\mathbf {c} \\[6pt]&=e^{tA}\int _{0}^{t}{\begin{pmatrix}e^{2u}\left(2e^{u}-2ue^{2u}\right)\\e^{2u}\left(-2e^{u}+2(1+u)e^{2u}\right)\\2e^{3u}+2ue^{4u}\end{pmatrix}}\,du+e^{tA}\mathbf {c} \\[6pt]&=e^{tA}{\begin{pmatrix}-{1 \over 24}e^{3t}\left(3e^{t}(4t-1)-16\right)\\{1 \over 24}e^{3t}\left(3e^{t}(4t+4)-16\right)\\{1 \over 24}e^{3t}\left(3e^{t}(4t-1)-16\right)\end{pmatrix}}+{\begin{pmatrix}2e^{t}-2te^{2t}&-2te^{2t}&0\\-2e^{t}+2(t+1)e^{2t}&2(t+1)e^{2t}&0\\2te^{2t}&2te^{2t}&2e^{t}\end{pmatrix}}{\begin{pmatrix}c_{1}\\c_{2}\\c_{3}\end{pmatrix}}~,\end{aligned}}}
z čehož by bylo možné získat další zjednodušení nezbytně partikulárního řešení určeného pomocí variace parametrů.
Note c = yp(0). Formálnější přístup je v následujícím zobecnění.

### Zobecnění nehomogenního případu: variace parametrů
Pro nehomogenní případ můžeme použít metodu integračních faktorů (metoda podobná variaci konstant). Hledáme partikulární řešení tvaru yp(t) = exp(tA) z(t),
{\displaystyle {\begin{aligned}\mathbf {y} _{p}'(t)&=\left(e^{tA}\right)'\mathbf {z} (t)+e^{tA}\mathbf {z} '(t)\\[6pt]&=Ae^{tA}\mathbf {z} (t)+e^{tA}\mathbf {z} '(t)\\[6pt]&=A\mathbf {y} _{p}(t)+e^{tA}\mathbf {z} '(t)~.\end{aligned}}}
Je-li yp řešení,
{\displaystyle {\begin{aligned}e^{tA}\mathbf {z} '(t)&=\mathbf {b} (t)\\[6pt]\mathbf {z} '(t)&=\left(e^{tA}\right)^{-1}\mathbf {b} (t)\\[6pt]\mathbf {z} (t)&=\int _{0}^{t}e^{-uA}\mathbf {b} (u)\,du+\mathbf {c} ~.\end{aligned}}}
pak
{\displaystyle {\begin{aligned}\mathbf {y} _{p}(t)&=e^{tA}\int _{0}^{t}e^{-uA}\mathbf {b} (u)\,du+e^{tA}\mathbf {c} \\&=\int _{0}^{t}e^{(t-u)A}\mathbf {b} (u)\,du+e^{tA}\mathbf {c} ~,\end{aligned}}}
kde c je určeno počáteční podmínkou problému.
Přesněji, uvažujme rovnice
{\displaystyle Y'-A\ Y=F(t)}
s počáteční podmínkou Y(t0) = Y0, kde
- A je n podle n komplexní matice,
- F je spojitá funkce z nějakého otevřeného intervalu I to ℂn,
- {\displaystyle t_{0}} je bod intervalu I, a
- {\displaystyle Y_{0}} je vektor typu Cn.

Levé násobení výše uvedený zobrazována rovnost podle e−tA dává
{\displaystyle Y(t)=e^{(t-t_{0})A}\ Y_{0}+\int _{t_{0}}^{t}e^{(t-x)A}\ F(x)\ dx~.}
Tvrdíme, že řešení rovnice
{\displaystyle P(d/dt)\ y=f(t)}
s počáteční podmínkou {\displaystyle y^{(k)}(t_{0})=y_{k}} pro 0 ≤ k < n je
{\displaystyle y(t)=\sum _{k=0}^{n-1}\ y_{k}\ s_{k}(t-t_{0})+\int _{t_{0}}^{t}s_{n-1}(t-x)\ f(x)\ dx~,}
s následujícím značením:
- {\displaystyle P\in \mathbb {C} [X]} je monický polynom stupně n > 0,
- f je spojitá komplexní funkce definovaná na nějakém otevřeném intervalu I,
- {\displaystyle t_{0}} je bod intervalu I,
- {\displaystyle y_{k}} je komplexní číslo, a

sk(t) je koeficient u {\displaystyle X^{k}} v polynomu značeném {\displaystyle S_{t}\in \mathbb {C} [X]} v části Vyhodnocování Laurentovou řadou výše.
Abychom dokázali toto tvrzení, transformujeme naši skalární rovnici řádu n na vektorovou rovnici řádu jedna obvyklou redukcí na soustavu prvního řádu. Naše vektorová rovnice má tvar
{\displaystyle {\frac {dY}{dt}}-A\ Y=F(t),\quad Y(t_{0})=Y_{0},}
kde A je transpozice doprovodné??? matice polynomu P. Tuto rovnici řešíme postupem ukázaným výše, výpočtem maticové exponenciály podle pozorování učiněného v části Vyhodnocování použitím Sylvesterova vzorce výše.
Pro n = 2 dostaneme následující tvrzení: Řešení
{\displaystyle y''-(\alpha +\beta )\ y'+\alpha \,\beta \ y=f(t),\quad y(t_{0})=y_{0},\quad y'(t_{0})=y_{1}}
je
{\displaystyle y(t)=y_{0}\ s_{0}(t-t_{0})+y_{1}\ s_{1}(t-t_{0})+\int _{t_{0}}^{t}s_{1}(t-x)\,f(x)\ dx,}
kde funkce s0 a s1 jsou jako v části Vyhodnocování Laurentovou řadou výše.

## Umocňování matice maticí
Umocňování matice maticí se definuje jako
{\displaystyle X^{Y}=e^{\log(X)\cdot Y}}
{\displaystyle ^{Y}\!X=e^{Y\cdot \log(X)}}
pro libovolnou normální a nesingulární matici n×n X a libovolnou komplexní matici n×n Y.
Při umocňování matice maticí rozlišujeme umocňování zleva YX a zprava XY, protože operátor násobení pro matice není komutativní. Navíc
- Pokud X je normální a nesingulární, pak XY a YX mají stejnou množinu vlastních hodnot.
- Pokud X je normální a nesingulární, Y je normální a XY = YX, pak XY = YX.
- Pokud X je normální a nesingulární, a matice X, Y, Z vzájemně komutují, pak XY+Z = XY·XZ a Y+ZX = YX·ZX.